# ウィリアム・モンタギュー (初代ソールズベリー伯)

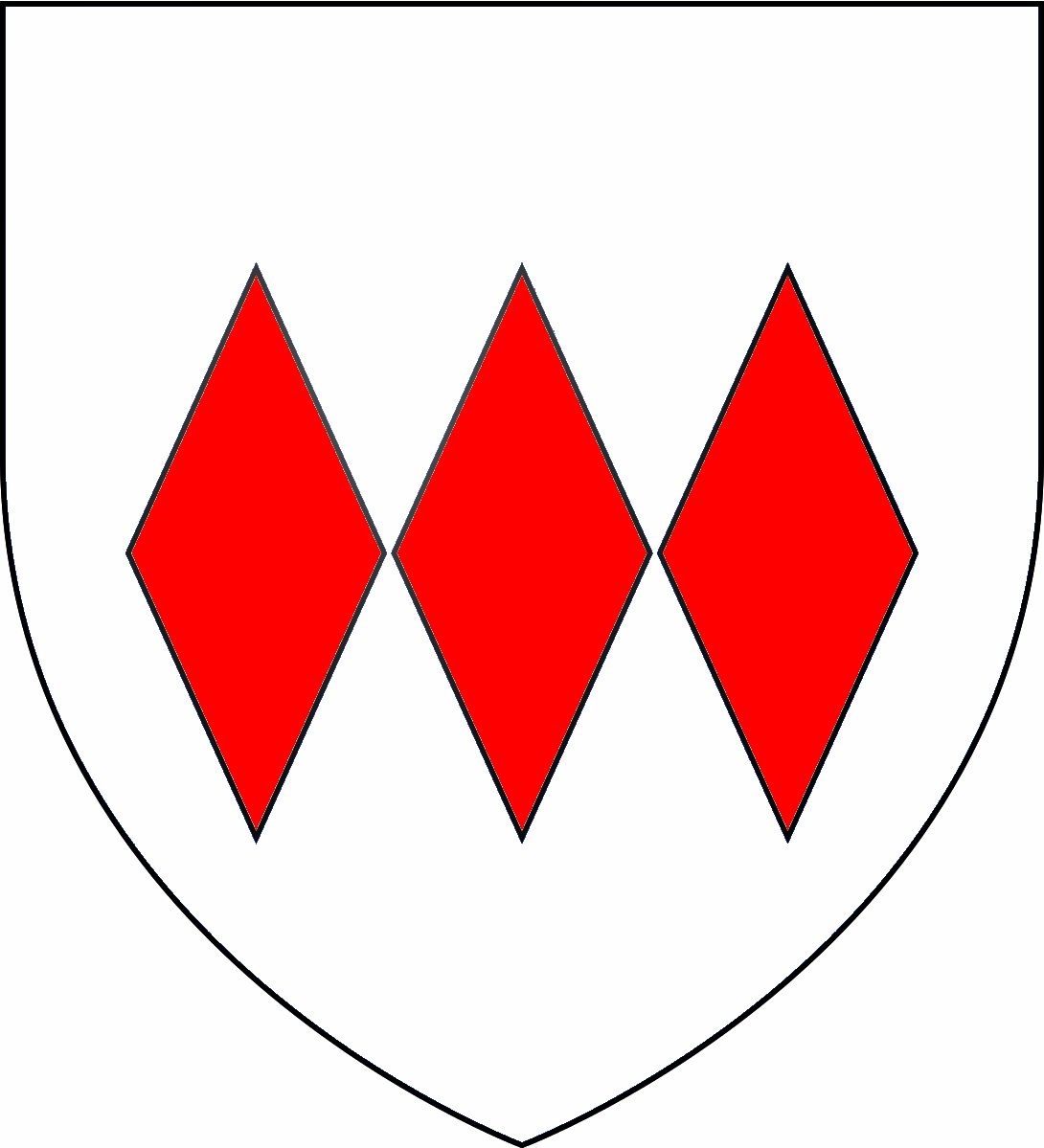
モンタギュー家の紋章

初代ソールズベリー伯ウィリアム・モンタギュー（William Montagu, 1st Earl of Salisbury, 1301年 - 1344年1月30日）は、イングランド貴族で、エドワード3世の忠実な家臣であった。また、マン島の初代国王である。
第2代モンタギュー男爵ウィリアム・モンタギューの息子として生まれ、幼くして王宮に入り、若きエドワード王子（後のエドワード3世）の親友となった。この関係は、1327年にエドワード2世が廃位され、エドワード王子がエドワード3世として国王に即位した後も続いた。1330年、ウィリアムは、それまで国王の護衛役を務めていたロジャー・モーティマーに対するクーデターにおいて、エドワード3世の主要な共犯者の一人となった。
その後、ウィリアムは主にスコットランド戦争において、様々な立場で国王に仕えた。多額の報酬を受け、マン島領主の地位なども与えられた。1337年にはソールズベリー伯に叙せられ、爵位に加えて年1,000マルクの収入を得た。また、百年戦争初期に大陸で従軍したが、1340年にフランス軍に捕らえられ、解放の見返りに二度とフランスで戦わないことを約束させられた。ウィリアムは1344年初頭の馬上槍試合で負った傷がもとで亡くなった。
伝説によると、モンタギューの妻キャサリンはエドワード3世に強姦されたとされるが、これはほぼ間違いなくフランスのプロパガンダである。ウィリアムとキャサリンには6人の子供がおり、そのほとんどが貴族と結婚した。現代の歴史家は、ウィリアム・モンタギューをエドワード3世の「最も親しい友人」であり、「1330年のモーティマーの失脚から1344年の自身の死まで、王に影で大きく影響を与えた人物」としている。

## 生い立ち
ウィリアム・モンタギューは、1301年に、第2代モンタギュー男爵ウィリアム・モンタギューとエリザベス・ド・モンタギューの次男としてオックスフォードシャーのカッシントンで生まれた。兄は早世した。母は、ウォリックシャーのボーデザートのサー・ピーター・モンタギューとマティルダ（モード）・ド・ラ・メア（ソールズベリー伯ウィリアム2世の執事であったアシュテッドのヘンリー・ド・ラ・メアの娘で相続人）の娘であった。
モンタギュー家は、ノルマン・コンクエストに遡る西部の名家であり、サマセット、ドーセット、デヴォンに広大な領地を所有していた。
父ウィリアム・モンタギューは、エドワード1世の治世中のスコットランド戦争で活躍し、エドワード2世の執事を務めた。ランカスター伯トマスをはじめとする一部の貴族は、モンタギューを宮廷派の一員として国王に影響力を持つ者として疑念を抱いた。このため、モンタギューはアキテーヌに派遣され、代官（セネシャル）として仕えた。そこで1319年10月18日に死去した。ウィリアムは第2代モンタギュー男爵として議会に出席したが、単なる地方の領主の地位にとどまることはなかった。

## 爵位継承後
息子のウィリアムは父の死の際にまだ未成年であったため、翌1320年に国王の後見下に入り、1323年2月21日に父の領地と爵位を授けられた。エドワード2世に仕え、1320年と1325年にはヨーロッパ大陸へ遠征した。1326年には騎士とされた。エドワード2世が1327年に廃位された後も、ウィリアムはエドワード2世の息子エドワード3世に仕え続けた。ウィリアムは新国王を助け、1327年のスコットランド侵攻を撃退し、1328年には旗騎士に叙された。
ウィリアムはエドワード3世と親密な関係を築き、1329年には外交使節として海外に同行した。同年、フランス王フィリップ6世との婚姻同盟交渉のため、大使として派遣された。しかし、ウィリアムの最も重要な任務は、アヴィニョンにある教皇庁に関してであった。エドワード3世は、父を廃位させた張本人である母イザベラとその愛人ロジャー・モーティマーの支配下にあった。ウィリアムは国王の状況を説明し、これに対し教皇ヨハネス22世は国王と直接会っていることを保証する特別な合図を求めた。ウィリアムの帰国後、国璽尚書官リチャード・ベリーは教皇に手紙を書き、エドワードの自筆で「パテル・サンクテ（聖なる父）」という言葉を含む書簡だけが国王からのものであると伝えた。この計画に加担していたのは、エドワード3世、ベリー、ウィリアムの3人だけであった。

## ロジャー・モーティマーに対する反乱
モーティマーが陰謀を察知すると、ウィリアムは国王と共に尋問に連行されたが、何も漏らさなかった。その後、ウィリアムはエドワード3世に「犬に食べられるよりは、犬を食べる方がましだ」と述べ、モーティマーに反抗するよう助言したとされている。1330年10月19日、モーティマーとイザベラがノッティンガム城に籠城していた時、城の守備兵がウィリアムにトンネルを通る秘密の入り口を案内した。ウィリアム・ド・ブーン、ロバート・アフォード、ジョン・ネヴィルらと共にウィリアムは城に入り、国王と対面した。短い乱闘の後、モーティマーは捕らえられた。王妃は「善良な息子よ、高貴なるモーティマーを憐れんでくれ」と叫びながら、部屋に押し入った。エドワード3世は母の願いに従わず、数週間後、モーティマーはロンドンにおいて反逆罪で処刑された。クーデターへの参加に対する報酬として、ウィリアムは1,000ポンド相当の領地を与えられたが、これにはモーティマーに属していたウェールズのデンビー領も含まれていた。ウィリアムの家族も利益を得ており、弟サイモンはウスター司教となり、後にイーリー司教となった。もう一人の弟である初代モンタギュー男爵エドワード・モンタギューは、初代ノーフォーク伯トマス・オブ・ブラザートンの共同相続人であるアリスと結婚した。

## エドワード3世の臣下として

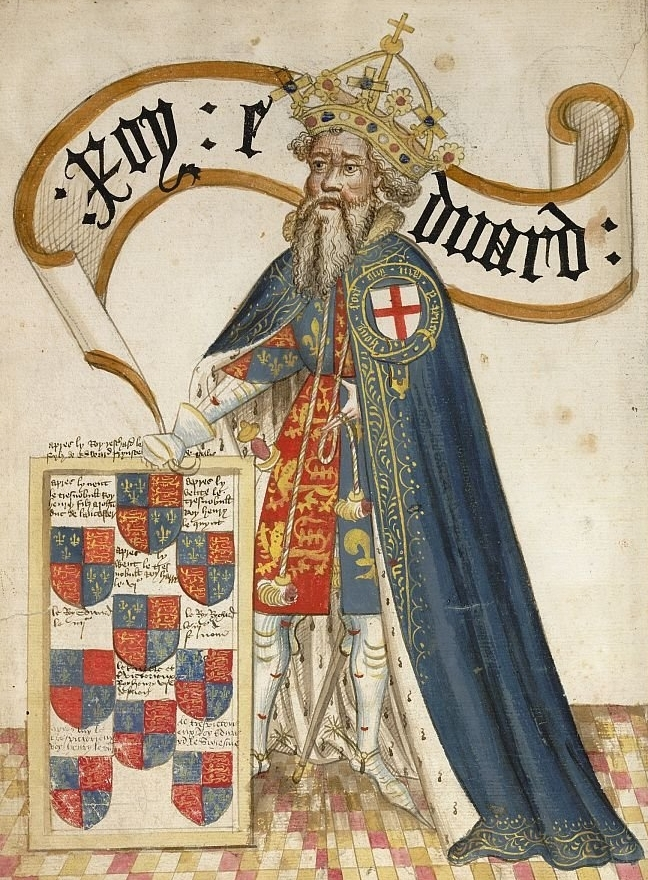
1348年にガーター騎士団を創設したエドワード3世。ウィリアムの息子ウィリアムも創設メンバーの１人である。

その後数年間、ウィリアムはエドワード3世の最も親しい仲間として行動した。1331年4月、二人は商人に変装してフランスへ秘密遠征に赴き、気づかれないようにした。同年9月、ウィリアムはチープサイドで馬上槍試合を開催し、ウィリアムとエドワード3世はタタール人の衣装をまとった。1333年以降、ウィリアムはスコットランド戦争に深く関与し、ベリック包囲戦とハリドン・ヒルの戦いで活躍した。この戦いの後、祖父から受け継いだマン島の領主権が認められた。しかし、マン島は当時まだスコットランドの支配下にあったため、領主権はあくまでも理論上のものに過ぎなかった。
1334年2月、ウィリアムはエドワード・ベイリャルにエドワード3世への忠誠を求めるため、エディンバラへ使節として派遣された。 1335年の夏の大遠征では、ウィリアムが180名の騎兵と136名の弓兵を擁し、イングランド軍最大の部隊を率いた。ウィリアムはその貢献に対して十分な報酬を得た。エドワード・ベイリャルがローランド地方を割譲した後、ウィリアムはピーブルズシャーを与えられた。また、ロジャー・モーティマーの孫ロジャーの後見権を1,000マルクで買い取ることも認められ、これはウィリアムにとって非常に有利な取引となった。しかし、この時点でスコットランドにおけるイングランド軍の運命は好転しつつあった。ウィリアムは1337年に再び北部で遠征を行ったが、1338年にダンバー伯爵夫人アグネスとダルハウジーのアレクサンダー・ラムゼイを相手にダンバー包囲戦が行われたが、失敗に終わった。スコットランドでの試みが失敗に終わった後、エドワード3世は大陸に目を向けた。

## 百年戦争
ウィリアムは1337年3月16日、ソールズベリー伯に叙せられた。これは、後に百年戦争となる戦争に備えて、エドワード3世がその日に行なった6つの重要な叙位の一つであった。ウィリアムが新たな地位を維持できるよう、国王は彼に年間1,000マルクの領地と地代を与えた。この資金はコーンウォールの王室錫鉱から提供された。同時代の詩には、開戦前夜にウィリアムが立てた誓いの言葉が記されている。フランスでの戦闘中は片目を開けない、という誓いである。この物語はおそらく風刺的なものであり、実際にはウィリアムは既に馬上槍試合で片目を失っていた。
1337年4月、ウィリアムはフランドルおよびドイツ諸侯との同盟関係を築くため、ヴァランシエンヌへの外交使節に任命された。1338年7月、再び国王に随伴して大陸遠征を行い、123名の重装歩兵と50名の弓兵を率いて再びイングランド王の最多の兵力を率いた。同年9月、ウィリアムは軍務伯に任命された。ノーフォーク伯トマス・オブ・ブラザートンの死後、この職はノーフォーク伯の娘マーガレットに委ねられていた。国王はマーガレットの夫にその職を託すことができず、代わりに腹心のウィリアムに委ねることにした。エドワード3世は同盟構築政策によって多額の負債を抱え、1338年後半に低地諸国を離れてイングランドに帰国した際、ウィリアムは国王の債務者に対する保証人として、国王の家族とダービー伯と共にイングランドに留まらざるを得なかった。ソールズベリー伯は以前、費用のかかる同盟に懸念を表明していたものの、国王の戦略には忠実であり続けた。
エドワード3世が留守の間、ウィリアムは1340年4月にリールでフランス軍に捕らえられ、パリで投獄された。伝えられるところによると、フランス王フィリップ6世はウィリアムと、共に捕らえられたサフォーク伯ロバート・アフォードを処刑しようとした。しかし、フランス貴族が捕らえられた場合に交換条件として2人の伯爵が役に立つとボヘミア王ヨハンが主張し、フィリップ6世は思いとどまった。9月に仮釈放されたものの、フランスとの最終的な和解に達したのは1342年5月になってからであった。ウィリアムは捕虜交換によって解放されたが、フランスで二度と戦わないという条件付きであった。

## 晩年

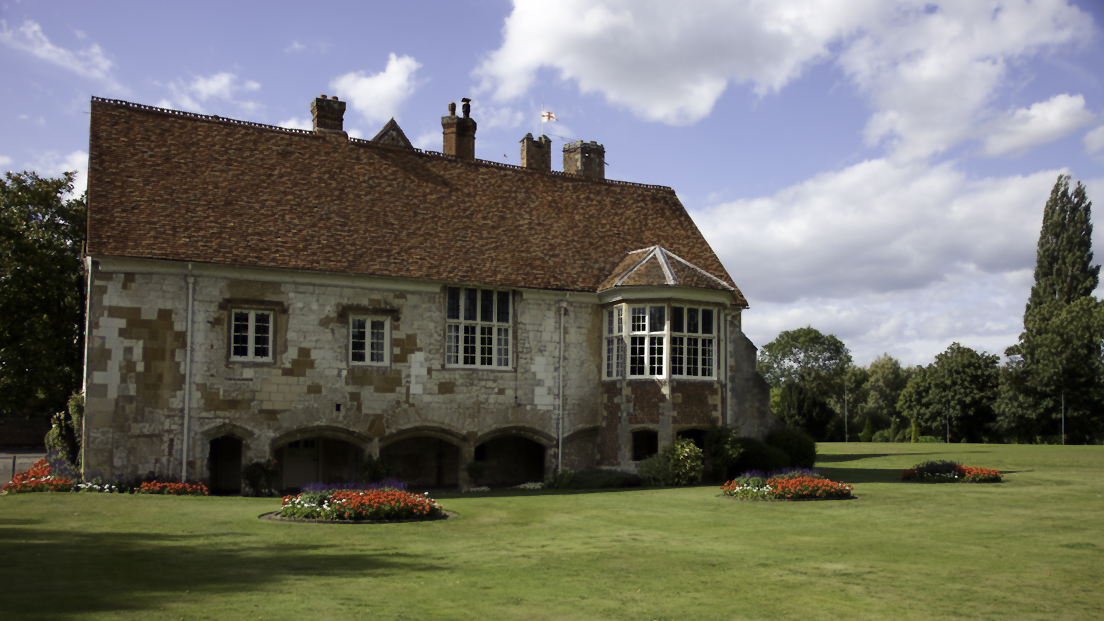
ビシャム・マナーにあるソールズベリー伯の邸宅

ウィリアムは、イングランド政府が戦争遂行のための十分な資金を提供しなかったことに、長らく不満を抱いていた。しかし、帰国後、1341年にエドワード3世と大法官ジョン・ストラトフォードとの間で起こった紛争には、ほとんど関与しなかった。同年5月、ストラットフォードに対する国王の告発を審理する委員会に任命されたが、成果はほとんどなかった。1342年から43年にかけて、ウィリアムはブルターニュ継承戦争においてロベール3世・ダルトワと共に戦い、1343年にはマレストロワ休戦協定の交渉に尽力した。おそらくこの後しばらくして、ウィリアムはそれまでスコットランド人が領有していたマン島を征服し、その領有権を主張した。
ウィリアムの最後の海外における任務は、1343年後半、ダービー伯ヘンリー・オブ・グロスモントに同行してカスティーリャへの外交使節となった時であった。1344年初頭、ウィリアムはイングランドに戻り、ウィンザーで行われた大規模な馬上槍試合に参加した。年代記作者アダム・ムリムスによると、この試合中に致命傷を負ったという。ウィリアムは1344年1月30日に亡くなった。ウィリアムはバークシャーにある、自宅であるビシャム・マナーに隣接するビシャム修道院に埋葬された。この修道院は、1337年にソールズベリー伯に叙せられた際に自ら設立したものである。エドワード3世への財政的負債は、ウィリアムの生前に全額返済されることはなく、その死後も王は11,720ポンドの負債を抱えていた。このうち6,374ポンドは、1346年に遺言執行者によって帳消しにされた。

## 結婚と子女
1327年頃、ソールズベリーは初代グランディソン男爵ウィリアム・ド・グランディソンの娘キャサリンと結婚した。キャサリンをめぐる2つの逸話が伝えられている。1つは、キャサリンが「ソールズベリー伯爵夫人」とされ、エドワード3世が落としたガーターから創設した騎士団にガーター騎士団の名をつけたとされているものであり、もう1つは、エドワード3世が伯爵夫人に恋をし、二人きりになって強姦しようと企んだというものである。どちらの逸話も当時の証拠によって裏付けられておらず、後者はほぼ間違いなくフランスのプロパガンダによるものである。
ウィリアムとキャサリンには6人の子供が生まれ、そのほとんどが貴族と結婚した。初代ソールズベリー伯は一族の財産に莫大な富をもたらした。父の死の時点では領地の価値は300ポンドほどであったが、1344年には領地の年間収入だけでも2,300ポンド以上と推定されており、現在の価値で約257万ポンドに相当する。エドワード3世はまた、通常は王室任命の代官が保持する令状返還権などの排他的権利をもウィリアムに与えた。ウィリアムの長男ウィリアムは、1349年7月に未成年であったが父の跡を継ぎ、第2代ソールズベリー伯となった。息子ウィリアムはガーター騎士団の創設メンバーの一人であったが、父ほど国王の寵愛を受けることはなかった。
ウィリアムとキャサリンの間には以下の子女が生まれた。
- エリザベス（1359年没） - 最初に第2代バドルミア男爵ジャイルズ・ド・バドルミアと結婚し、次に1341年4月27日までにル・ディスペンサー男爵ヒュー・ル・ディスペンサー（1349年没）と結婚し、1349年以降に初代ブライアン男爵ギー・ド・ブライアンと三度目の結婚をした。
- ウィリアム（1328年 - 1397年） - 第2代ソールズベリー伯、1349年6月11日に父の跡を継いだ[35]
- シビル - 第10代アランデル伯リチャード・フィッツアランの長男サー・エドマンドと結婚
- ジョン（1330年 - 1390年） - 初代モンタギュー男爵。第3代ソールズベリー伯ジョン・モンタギューの父。
- フィリッパ（1332年 - 1381年） - 第2代マーチ伯ロジャー・モーティマーと結婚
- アグネス - 初代ルシンのグレイ男爵ロジャー・グレイの長男ジョンと結婚する契約を結んだ